# Храм Земли

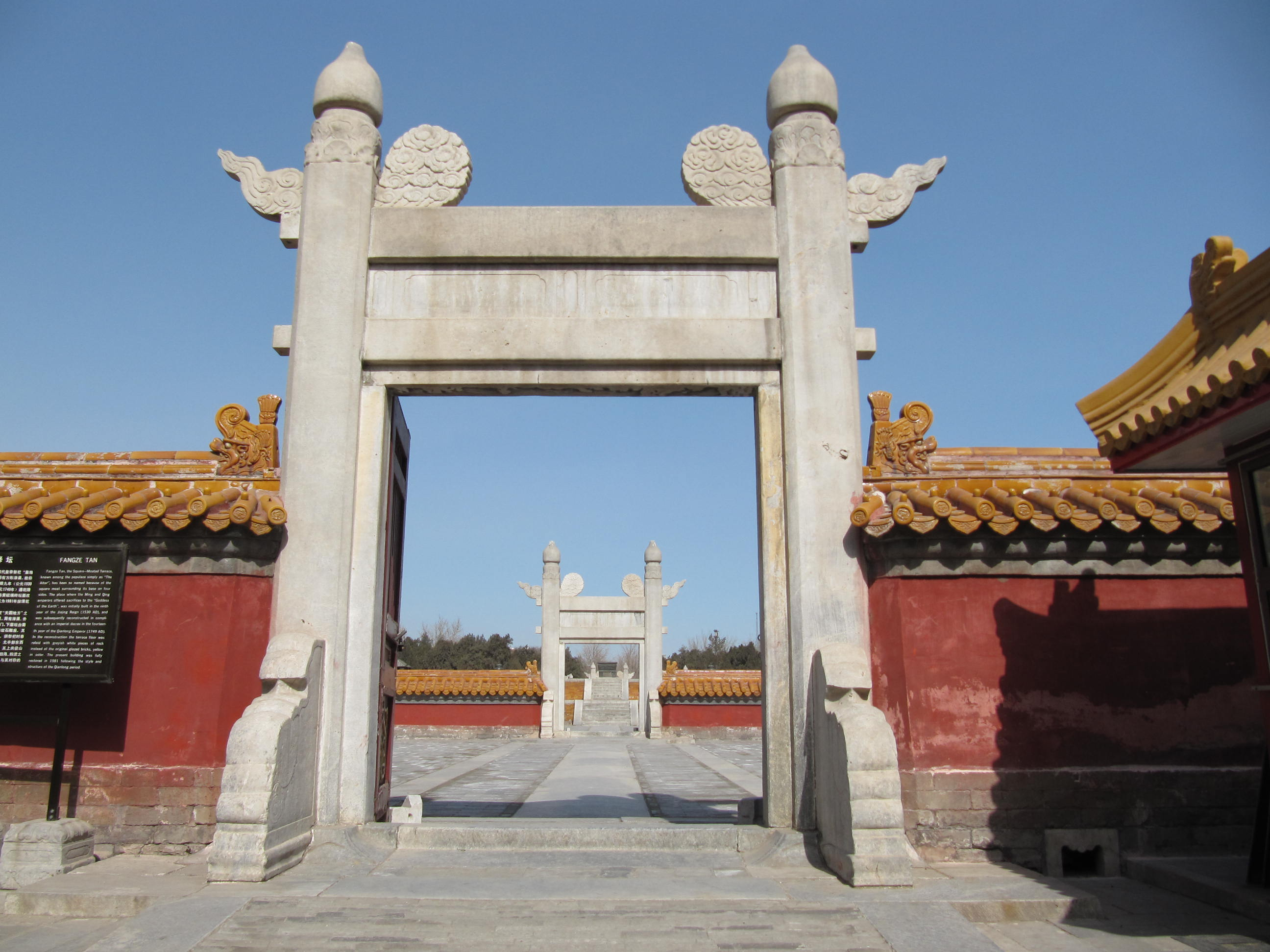
Лестница к алтарю в Храме Земли

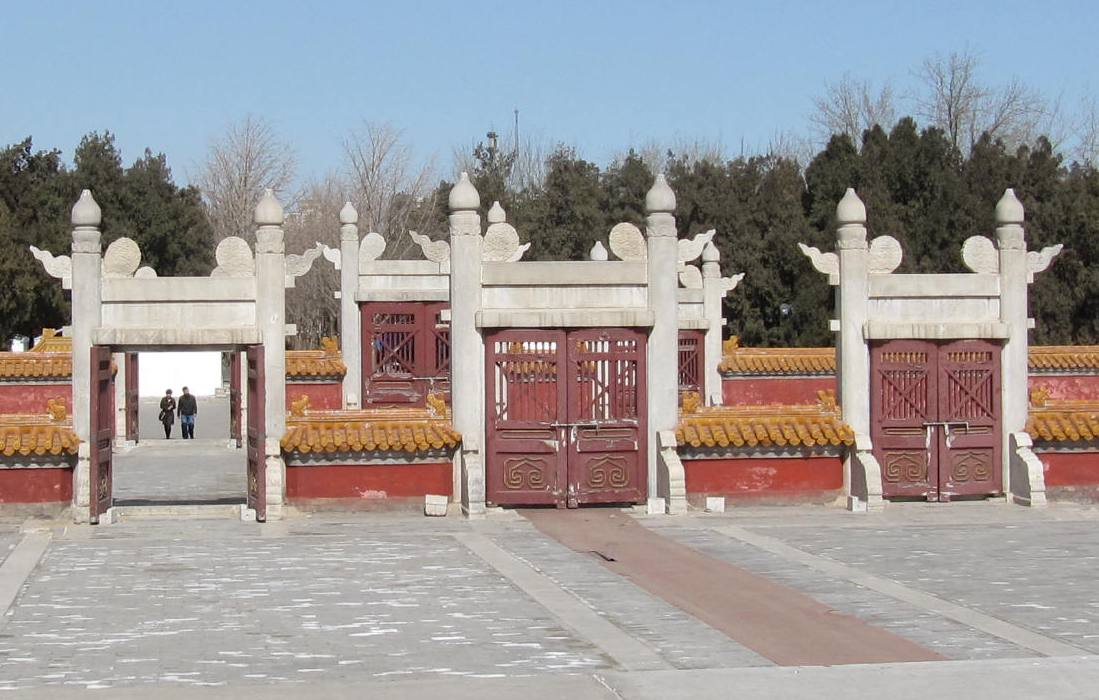

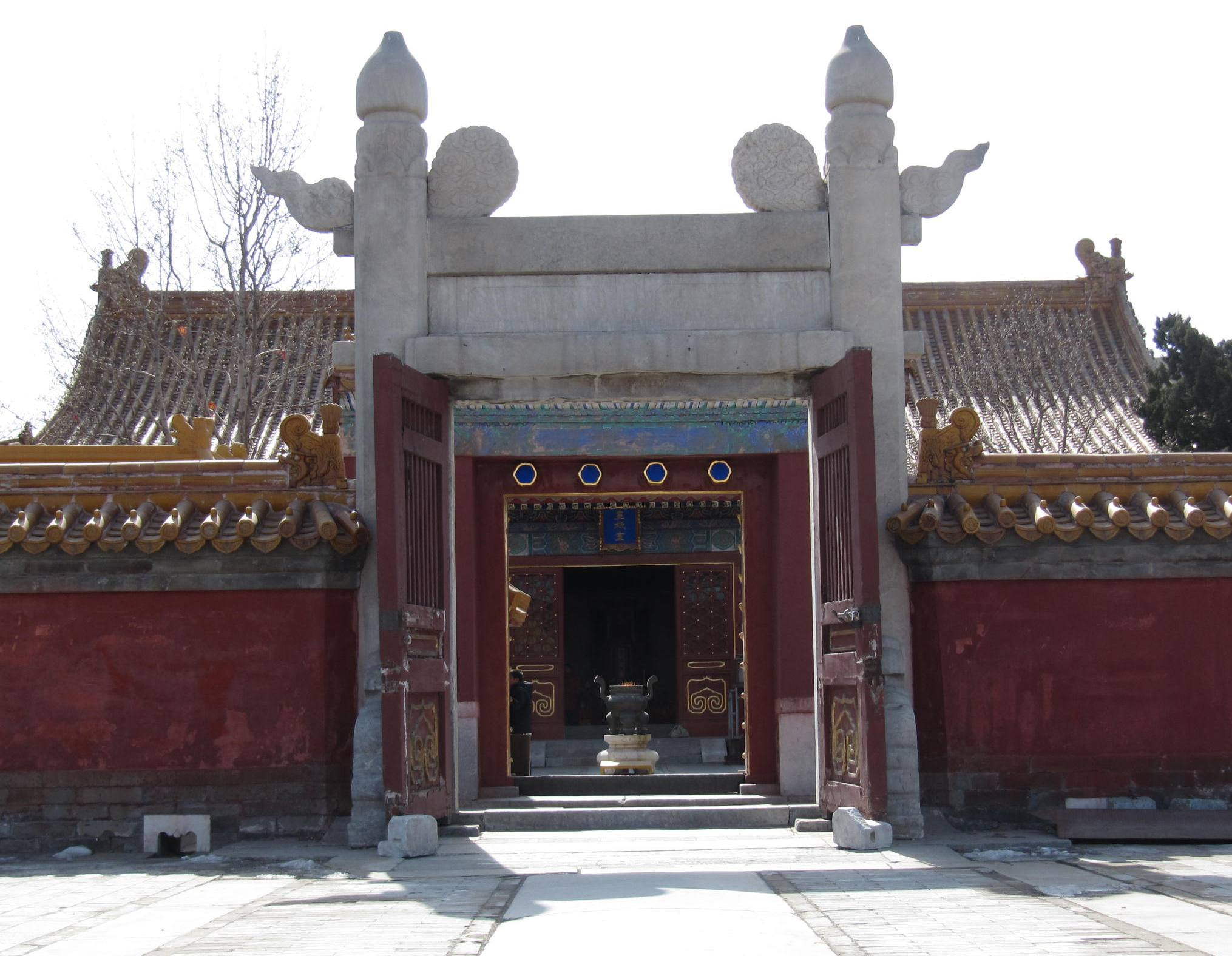

Храм Земли (кит. трад. 地壇, упр. 地坛, пиньинь Dìtán, палл. Дитань) — храм в Пекине, второй по величине из четырех главных храмов после храма Неба. Расположен в северной части города, возле ворот Аньдинмэнь, за пределами второй пекинской кольцевой дороги. Находится всего в нескольких сотнях метров к северу от Юнхэгуна.
Храм был построен в 1530 году, во времена династии Мин. Императоры династий Мин и Цин всегда присутствовали на ежегодном ритуале жертвоприношения небу в день летнего солнцестояния.

## История

### Расположение, архитектура и строительство
Храм Земли (также называемый Дитаньский парк) был построен в 1530 году при императоре Цзяцзине династии Мин. Парк занимает 40 га пространства за пределами пекинской второй кольцевой дороги. Во время Культурной революции в Китае храм был поврежден, однако был восстановлен и отреставрирован.
На протяжении тысяч лет в китайской культуре простые фигуры символизировали важные космические объекты. Храм символизирует Землю, и имеет квадратную в плане форму. Квадрат — это важный символ в китайской культуре и мифологии, который может означать Землю. В противоположность этому, Храм Неба имеет круглую форму, что символизирует Небо. Согласно замыслу, эти два храма, вместе с храмами Луны и Солнца, имеют друг с другом духовную связь. Китайское правительство сделало Храм Земли одним из наиболее важных исторических памятников, находящихся под особой охраной.

### Дитаньский парк сегодня

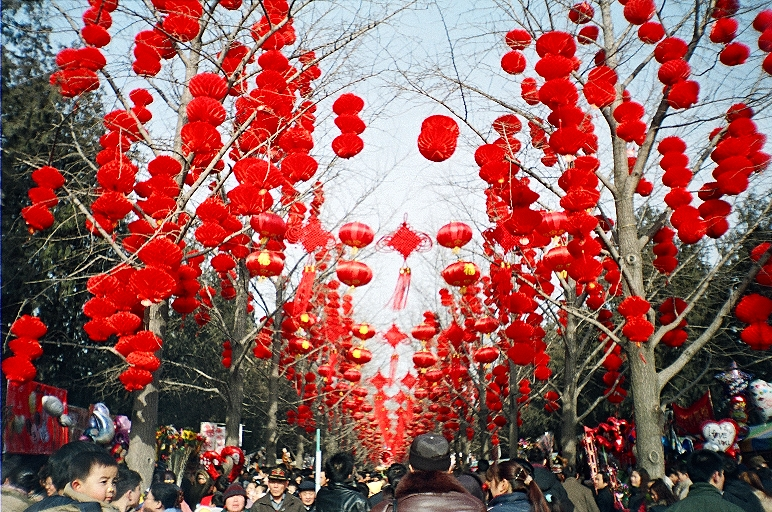
Фестиваль в Храме Земли

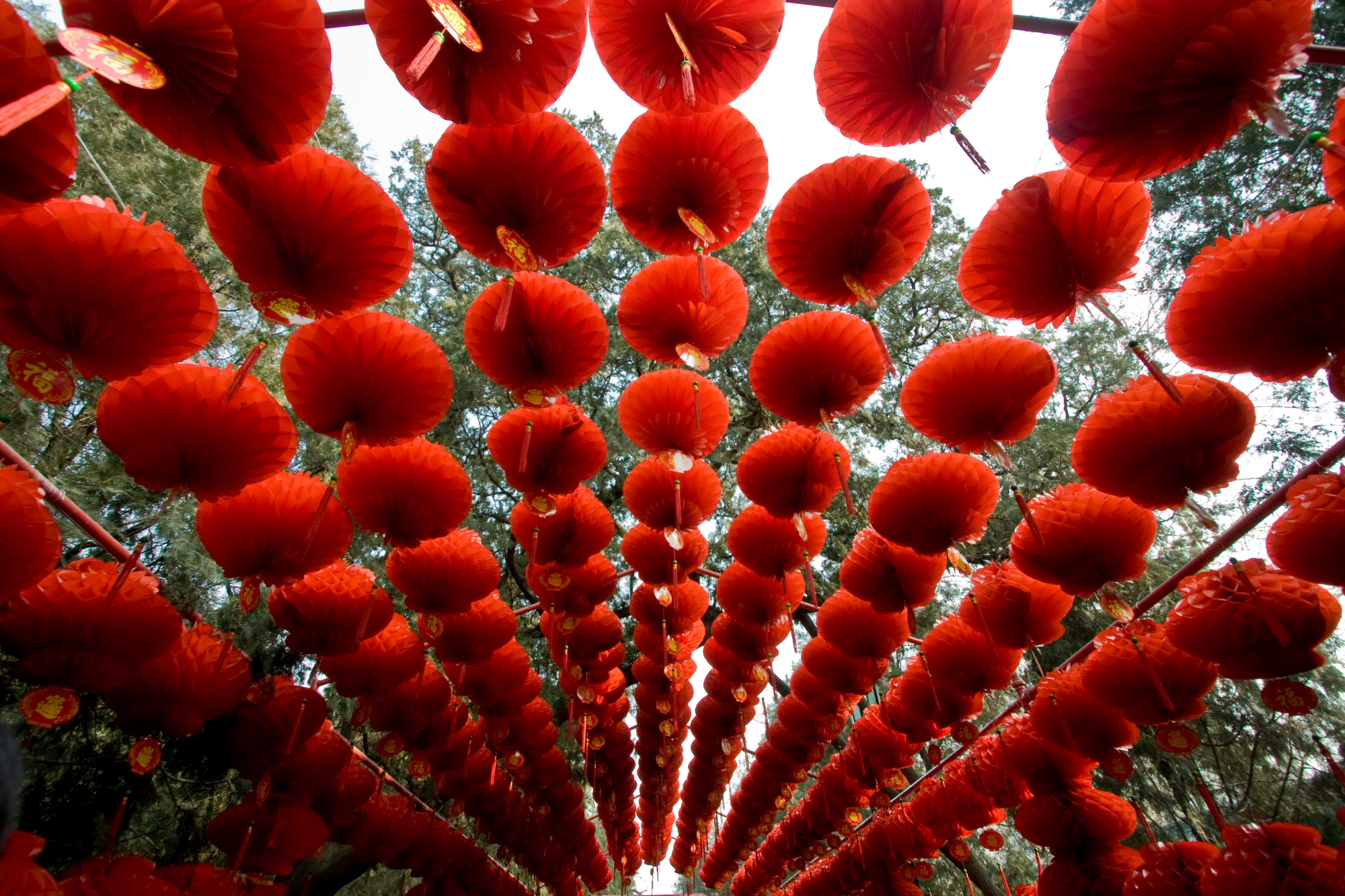
Красные фонари во время празднования китайского нового года в Храме Земли

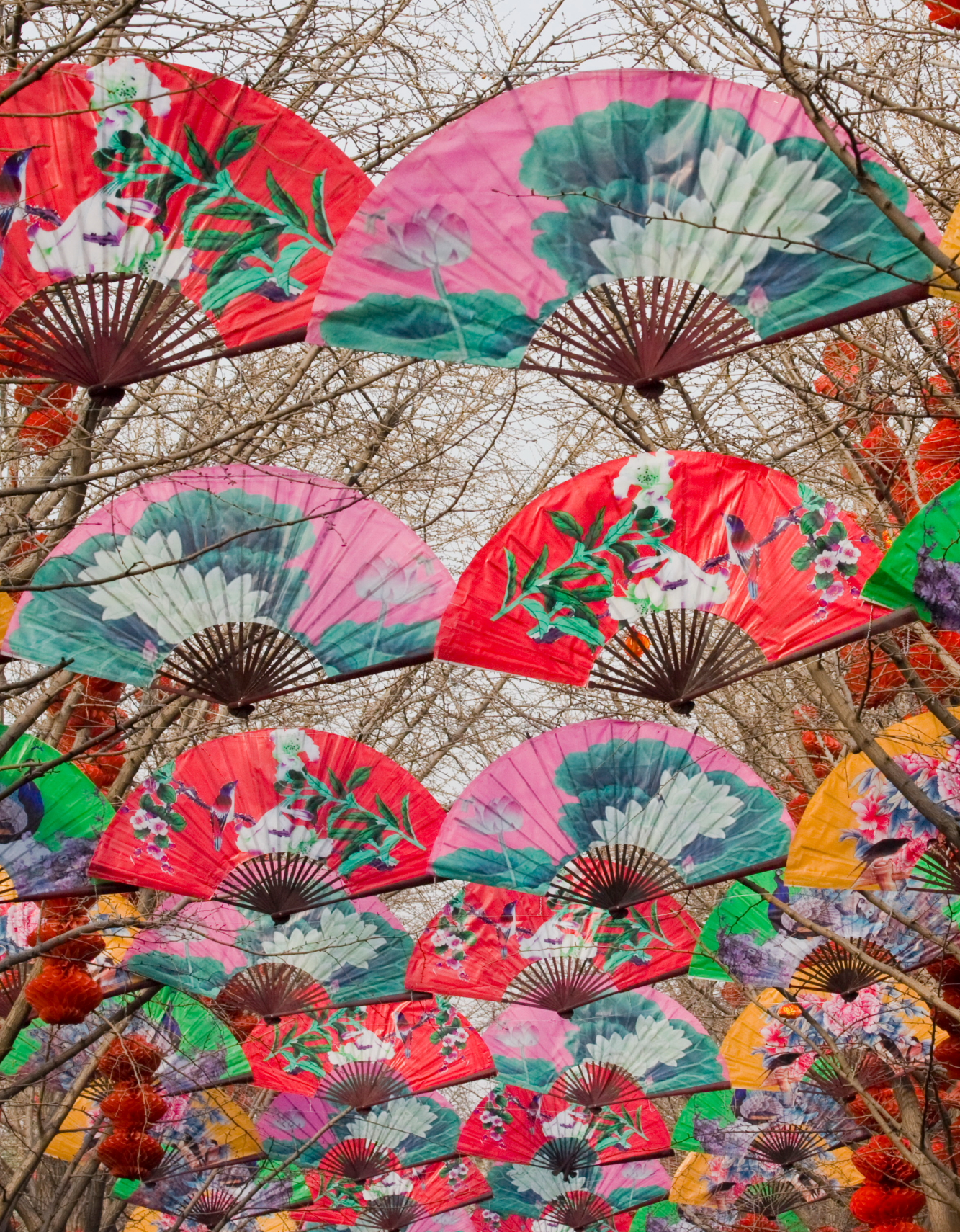
Красочные веера в храме на китайский новый год

Здесь часто можно увидеть иностранцев и китайских туристов. Сам храм — очень малая часть парка. В стороне от храма, на территории парка есть детская площадка, место водной каллиграфии, места питания и другие достопримечательности. В парке практически постоянно находятся бегуны-марафонцы, и, кроме того, это очень популярное место для занятия тай-цзи. Начиная с 1980-х здесь регулярно проводятся традиционные храмовые ярмарки в течение китайского лунного нового года.

## Религиозный характер храма
Храм Земли — это главный храм в Пекине, где люди могут поклоняться Богу Земли.

### Ритуалы и мероприятия
Храм Земли использовался для конкретных целей. Императоры династии Мин, а потом и Цин, использовали храм для жертвоприношения, чтобы умилостивить богов, которые, в свою очередь, помогали нации. Эти жертвы приносились в Храме Земли во время летнего солнцестояния. Некоторые жертвоприношения проводились для получения хорошего урожая, стабильности в стране и благоприятной погоды.
Во время китайского Нового Года (который обычно празднуется в первый день первого лунного месяца года) в Храме Земли проходит очень популярный фестиваль, на который собираются тысячи местных жителей и туристов. В это время на деревьях парка развешивают тысячи красных фонарей.

### Храм
Алтарь в центре храма называется Фан Цзэ Тань, или «квадратный водный алтарь». Он используется для жертвоприношений Богу Земли. По оси север-юг храм состоит из 5 основных зданий: алтарь Фанцзэ, императорский домик, жертвенный павильон, дворец и склад. Фанцзэ является главным зданием в храме.

### Небо, Солнце и Луна
Храм Земли — не самый большой храм в Пекине. Важно отметить его связь с тремя другими главными храмами города. Каждый из трёх храмов, расположенных каждый со своей стороны города, имел особое назначение.

#### Храм Неба
Храм Неба — основной храм Пекина. Он был построен в 1406—1420 годах во время правления династии Мин. Изначально храм был назван Храмом Неба и Земли, но название было изменено, когда были построены храмы Земли, Луны и Солнца. Сегодня Храм Неба — это публичное место, ставшее открытым общественности в 1912 году. Это место популярно среди туристов и местных жителей. Комплекс храма в два раза превышает Запретный Город.

#### Храм Луны
Храм Луны был построен в 1530 году. Он был создан для поклонения богам Луны. Храм находится в пещере, состоящей из алтаря для жертвоприношения, молитв и поклонений.

#### Храм Солнца
Храм Солнца был построен в 1530 году. Он был построен для поклонения богам Солнца. Храм функционировал в течение многих лет, пока не стал туристической достопримечательностью в 1951 году.